# Мозамбикский фунт
Мозамбикский фунт стерлингов (порт. Libra esterlina) — денежная единица португальского владения Мозамбик, выпускавшаяся в 1908—1934 годах и до 1914 года обращавшаяся параллельно с мозамбикским реалом, а с 1914-го — с мозамбикским эскудо.

## История
В 1908 году отделение Национального заморского банка в Лоренсу-Маркеше начало выпуск банкнот в фунтах. Необходимость их выпуска была вызвана нестабильностью реала, а позже и эскудо, а также потребностями торговли с Южной Африкой и другими британскими территориями, объём которой превышал объём торговли с метрополией.
В 1916 году по просьбе Компании Мозамбика Национальный заморский банк дал согласие на открытие банка в Бейра. Банк, получивший право эмиссии банкнот, начал операции и выпуск банкнот в фунтах в 1919 году. В 1929 году право эмиссии было предоставлено непосредственно Компании Мозамбика. Эмиссионная касса компании начала выпуск банкнот в фунтах в 1930 году.

## Банкноты
Выпускались банкноты номиналами:
- Национального заморского банка (датированы 2 января 1908 и 1 марта 1909 года) — 1, 5, 10, 20 фунтов,
- Банка Бейры (датированы 15 сентября 1919 и 1 февраля 1921 года) — 1⁄2, 1, 5, 10, 20 фунтов,
- Банка Бейры с надпечаткой «Компания Мозамбика» (с теми же датами) — 1⁄2, 1, 5, 10, 20 фунтов,
- Компании Мозамбика (датированы 1 ноября 1930, 1 сентября 1931, 15 января 1934 и 15 марта 1934 года) — 1⁄2, 1, 5 фунтов[1].

На основании декрета от 26 июля 1929 года был изменён номинал банкнот Национального заморского банка образца 1 марта 1909 года путём нанесения на них надпечатки: на банкноты в 1 фунт — «100 эскудо», на банкноты в 20 фунтов — «1000 эскудо».